# Adrian Zenz
Adrian Zenz, né en 1974, est un anthropologue allemand connu pour ses études sur la politique chinoise dans la région autonome ouïghoure du Xinjiang et au Tibet. Il est Senior Fellow à la Victims of Communism Memorial Foundation (en), un think tank anticommuniste à Washington, (États-Unis).

## Biographie
Adrian Zenz, né en 1974, obtient un Master en sociologie du développement de l'université d'Auckland puis un doctorat en anthropologie sociale de l’université de Cambridge. Il est maître de conférences en méthodes de recherche sociale à l’European School of Culture and Theology à Korntal-Münchingen en Allemagne.
Il est chrétien évangélique de la mouvance « Nouvelle naissance » (Born-again) et déclare en 2019 qu'il sent être guidé par Dieu sur ses recherches sur les autorités chinoises les musulmans et les autres groupes minoritaires.
En mars 2021, à la suite des sanctions de l'Union européenne contre quatre dirigeants du Xinjiang pour violations des droits humains des Ouïghours, les autorités chinoises décident de sanctions contre dix Européens, essentiellement des parlementaires et des universitaires dont Adrian Zenz.

## Domaines d'étude
Les études d'Adrian Zenz portent sur la politique ethnique de la Chine, le recrutement public dans les régions autonomes du Tibet et du Xinjiang, les camps d'internement du Xinjiang et les budgets de sécurité intérieure consacrés à cette région automne par les autorités chinoises.

### Xinjiang
En février 2018, il est l'un des premiers chercheurs à effectuer des études sur le dispositif des camps d'internement du Xinjiang, notamment en analysant les appels d’offres des collectivités territoriales de la région autonome du Xinjiang,, les propositions de recrutement, la presse chinoise de la région et les déclarations officielles. En mai 2018, il estime que les camps accueillent 5 % à 10 % de la population ouïghoure des villes et de 10 % à 20 % de la population ouïghoure des campagnes. Adrian Zenz évoque la transformation des Ouïghours par l’éducation qui relève selon lui du « lavage de cerveau, du nettoyage des cœurs et de l’élimination des idées diaboliques ».
En décembre 2020, Adrian Zenz publie une étude explicitant qu'il existe deux types de travail forcé. Le premier fait référence aux Ouïgours qui sortent des camps d'internement et doivent travailler dans des usines proches des camps, mais qui peuvent aussi aller cueillir le coton dans les fermes d’État de la région. Le deuxième type de travail forcé concerne les Ouïgours, sans emploi fixe, qui sont « formés » et « transférés » vers des usines chinoises. Adrian Zenz conteste les explications des autorités chinoises indiquant qu'il s'agit de lutter contre « l’extrême pauvreté » dans la région. Mais l'objectif est, selon lui, de réduire la population ouïgoure dans sa région d'origine et de supprimer les structures familiales et territoriales, vecteurs de la cohésion de cette ethnie.
Pour Adrian Zenz, la politique de surveillance et d'internement des Ouïghours constitue un génocide culturel.
En Mai 2022, Zenz a publié les Xinjiang Police Files.

### Tibet
Selon Adrian Zenz, la Chine a mis en place à partir de 2019, des camps de formation militarisés au Tibet,. Les Tibétains y reçoivent une éducation idéologique.

## Accueil critique
La tibétologue Katia Buffetrille considère que « son travail de fourmi donnait des résultats remarquables ».
Chercheur en sinologie à l'Institut français des relations internationales (IFRI), Marc Julienne juge crédibles, bien que spéculatives, les informations publiées par Zenz sur les camps d'internement du Xinjiang. S'appuyant sur l'imagerie satellitaire, des témoignages, des données et des documents officiels, Zenz propose, en 2020, le nombre de 1,2 million d'internés en 2018 et 1,8 million, l'année suivante.
À la suite de son rapport sur la stérilisation forcée des femmes ouïghoures, Adrian Zenz fait l'objet de dures critiques de la part des autorités chinoises qui le décrivent comme un « catholique fondamentaliste d’extrême droite » qui se croit « guidé par Dieu ». Ce dernier point est confirmé par lui-même dans un article du Wall Street Journal qui le décrit comme un chrétien « born again ». Toujours selon ces autorités chinoises, il serait « membre d’une organisation d’extrême droite soutenue par l’administration américaine », une déclaration qui vise très probablement la Victims of Communism Memorial Foundation où il est « Senior Fellow ». Cette association ne publie pas la liste de ses financements, même si elle a été autorisée en 1993 « par un acte unanime du Congrès des États-Unis dans le but de former la jeunesse américaine ».

## Œuvre
- Worthy to Escape: Why All Believers Will Not Be Raptured Before the Tribulation, Westbow Press, 2013  (ISBN 978-1449769062)
- Tibetanness' Under Threat?: Neo-integrationism, Minority Career Strategies in Qinghai, People’s Republic of China